# 阿尔内·奥曼
阿尔内·奥曼（瑞典語：Arne Åhman，1925年2月4日—2022年7月5日），瑞典男子田径运动员，主攻三级跳远。他曾代表瑞典参加1948年和1952年夏季奥林匹克运动会田径比赛，获得一枚金牌。